# Temporada 2025 del Campeonato de Fórmula 2 de la FIA
La temporada 2025 del Campeonato de Fórmula 2 de la FIA es la novena edición de dicho campeonato. Todas las rondas se disputan como soporte a los Grandes Premios de Fórmula 1.

## Escuderías y pilotos
| Escudería             | N.º | Piloto             | Rondas |
| --------------------- | --- | ------------------ | ------ |
| Invicta Racing        | 1   | Leonardo Fornaroli | 1-10   |
| Invicta Racing        | 2   | Roman Staněk       | 1-10   |
| Campos Racing         | 3   | Pepe Martí         | 1-10   |
| Campos Racing         | 4   | Arvid Lindblad     | 1-10   |
| MP Motorsport         | 5   | Oliver Goethe      | 1-10   |
| MP Motorsport         | 6   | Richard Verschoor  | 1-10   |
| Hitech TGR            | 7   | Luke Browning      | 1-10   |
| Hitech TGR            | 8   | Dino Beganovic     | 1-10   |
| PREMA Racing          | 9   | Sebastián Montoya  | 1-10   |
| PREMA Racing          | 10  | Gabriele Minì      | 1-10   |
| DAMS Lucas Oil        | 11  | Jak Crawford       | 1-10   |
| DAMS Lucas Oil        | 12  | Kush Maini         | 1-10   |
| ART Grand Prix        | 14  | Victor Martins     | 1-10   |
| ART Grand Prix        | 15  | Ritomo Miyata      | 1-10   |
| Rodin Motorsport      | 16  | Amaury Cordeel     | 1-10   |
| Rodin Motorsport      | 17  | Alex Dunne         | 1-10   |
| AIX Racing            | 20  | Joshua Dürksen     | 1-10   |
| AIX Racing            | 21  | Cian Shields       | 1-10   |
| Trident               | 22  | Sami Meguetounif   | 1-10   |
| Trident               | 23  | Max Esterson       | 1-10   |
| Van Amersfoort Racing | 24  | John Bennett       | 1-10   |
| Van Amersfoort Racing | 25  | Rafael Villagómez  | 1-10   |
| Fuente:               |     |                    |        |

### Cambios de pilotos
- Invicta Racing fichó al campeón 2024 de Fórmula 3 Leonardo Fornaroli.[2]
- Arvid Lindblad, proveniente de la F3, es nuevo piloto de Campos Racing.[3]
- Jak Crawford renovó su contrato con DAMS Lucas Oil para la temporada 2025.[4]
- Richard Verschoor pasó de Trident a MP Motorsport para disputar su quinta temporada de F2.[5]
- Rodin Motorsport iba a contar con el debutante Christian Mansell, quinto en la F3 2024.[6] Sin embargo, una semana antes de la primera ronda del año, el australiano se desvinculó del equipo, alegando motivos personales.[7] En su lugar está Amaury Cordeel, expiloto de Hitech.[8]
- Max Esterson disputa a tiempo completo la temporada 2025 con Trident.[9]
- MP Motorsport cuenta con Oliver Goethe.[10]
- Roman Staněk dejó Trident y fichó por Invicta Racing.[11]
- Luke Browning es nuevo piloto de Hitech Pulse-Eight.[12]
- Kush Maini abandonó Invicta y pasó a DAMS Lucas Oil.[13]
- Gabriele Minì, subcampeón de la F3 2024, ascendió a la Fórmula 2 como piloto de PREMA Racing.[14]
- Sami Meguetounif dio el salto a la Fórmula 2 de la mano de Trident.[15]
- Ritomo Miyata abandonó Rodin Motorsport y pasó a ART Grand Prix.[16]
- Hitech Pulse-Eight fichó al protegido de Ferrari, Dino Beganovic.[17]
- PREMA Racing completó su alineación con el colombiano Sebastián Montoya.[18]
- Pepe Martí renovó su contrato con Campos para disputar su segunda temporada.[19]
- Joshua Dürksen sigue con AIX Racing para disputar su segunda temporada de F2.[20]
- John Bennett disputa a tiempo completo la F2 con VAR.[21]
- AIX Racing alineó a Cian Shields, proveniente de la Fórmula 3.[22]
- Alex Dunne ascendió a la Fórmula 2 con Rodin Motorsport.[23]
- Van Amersfoort Racing renovó su vínculo con Rafael Villagómez para 2025.[24]
- Victor Martins sigue por tercer año consecutivo en ART Grand Prix.[25]

## Calendario
| Rondas  | Rondas | Circuito                                     | País           | Fecha            |
| ------- | ------ | -------------------------------------------- | -------------- | ---------------- |
| 1       | CC     | Circuito de Albert Park, Melbourne           | Australia      | 15 de marzo      |
| 1       | CL     | Circuito de Albert Park, Melbourne           | Australia      | 16 de marzo      |
| 2       | CC     | Circuito Internacional de Baréin, Sakhir     | Baréin         | 12 de abril      |
| 2       | CL     | Circuito Internacional de Baréin, Sakhir     | Baréin         | 13 de abril      |
| 3       | CC     | Circuito de la Corniche de Yeda, Yeda        | Arabia Saudita | 19 de abril      |
| 3       | CL     | Circuito de la Corniche de Yeda, Yeda        | Arabia Saudita | 20 de abril      |
| 4       | CC     | Autodromo Enzo e Dino Ferrari, Imola         | Italia         | 17 de mayo       |
| 4       | CL     | Autodromo Enzo e Dino Ferrari, Imola         | Italia         | 18 de mayo       |
| 5       | CC     | Circuito de Mónaco, Montecarlo               | Mónaco         | 24 de mayo       |
| 5       | CL     | Circuito de Mónaco, Montecarlo               | Mónaco         | 25 de mayo       |
| 6       | CC     | Circuito de Barcelona-Cataluña, Montmeló     | España         | 31 de mayo       |
| 6       | CL     | Circuito de Barcelona-Cataluña, Montmeló     | España         | 1 de junio       |
| 7       | CC     | Red Bull Ring, Spielberg                     | Austria        | 28 de junio      |
| 7       | CL     | Red Bull Ring, Spielberg                     | Austria        | 29 de junio      |
| 8       | CC     | Circuito de Silverstone, Silverstone         | Reino Unido    | 5 de julio       |
| 8       | CL     | Circuito de Silverstone, Silverstone         | Reino Unido    | 6 de julio       |
| 9       | CC     | Circuito de Spa-Francorchamps, Francorchamps | Bélgica        | 26 de julio      |
| 9       | CL     | Circuito de Spa-Francorchamps, Francorchamps | Bélgica        | 27 de julio      |
| 10      | CC     | Hungaroring, Mogyoród                        | Hungría        | 2 de agosto      |
| 10      | CL     | Hungaroring, Mogyoród                        | Hungría        | 3 de agosto      |
| 11      | CC     | Autodromo Nazionale di Monza, Monza          | Italia         | 6 de septiembre  |
| 11      | CL     | Autodromo Nazionale di Monza, Monza          | Italia         | 7 de septiembre  |
| 12      | CC     | Circuito callejero de Bakú, Bakú             | Azerbaiyán     | 20 de septiembre |
| 12      | CL     | Circuito callejero de Bakú, Bakú             | Azerbaiyán     | 21 de septiembre |
| 13      | CC     | Circuito Internacional de Losail, Lusail     | Catar          | 29 de noviembre  |
| 13      | CL     | Circuito Internacional de Losail, Lusail     | Catar          | 30 de noviembre  |
| 14      | CC     | Circuito Yas Marina, Isla de Yas             | EAU            | 6 de diciembre   |
| 14      | CL     | Circuito Yas Marina, Isla de Yas             | EAU            | 7 de diciembre   |
| Fuente: |        |                                              |                |                  |

## Resultados

### Entrenamientos

#### Pretemporada
| Circuito  | Fecha         | Sesión | Mejor clasificado | Mejor clasificado | Mejor clasificado | Mejor clasificado |
| Circuito  | Fecha         | Sesión | Piloto            | Escudería         | Tiempo            | Vueltas           |
| --------- | ------------- | ------ | ----------------- | ----------------- | ----------------- | ----------------- |
| Barcelona | 24 de febrero | Mañana | Victor Martins    | ART Grand Prix    | 1:25.760          | 27                |
| Barcelona | 24 de febrero | Tarde  | Arvid Lindblad    | Campos Racing     | 1:24.415          | 35                |
| Barcelona | 25 de febrero | Mañana | Gabriele Minì     | PREMA Racing      | 1:23.660          | 23                |
| Barcelona | 25 de febrero | Tarde  | Oliver Goethe     | MP Motorsport     | 1:24.372          | 46                |
| Barcelona | 26 de febrero | Mañana | Victor Martins    | ART Grand Prix    | 1:24.673          | 16                |
| Barcelona | 26 de febrero | Tarde  | Sami Meguetounif  | Trident           | 1:24.363          | 45                |

#### En temporada
| Circuito | Fecha       | Sesión | Mejor clasificado | Mejor clasificado     | Mejor clasificado | Mejor clasificado |
| Circuito | Fecha       | Sesión | Piloto            | Escudería             | Tiempo            | Vueltas           |
| -------- | ----------- | ------ | ----------------- | --------------------- | ----------------- | ----------------- |
| Sakhir   | 26 de marzo | Mañana | Roman Staněk      | Invicta Racing        | 1:44.789          | 33                |
| Sakhir   | 26 de marzo | Tarde  | Victor Martins    | ART Grand Prix        | 1:42.536          | 21                |
| Sakhir   | 27 de marzo | Mañana | Richard Verschoor | MP Motorsport         | 1:46.475          | 34                |
| Sakhir   | 27 de marzo | Tarde  | Gabriele Minì     | PREMA Racing          | 1:42.488          | 19                |
| Sakhir   | 28 de marzo | Mañana | John Bennett      | Van Amersfoort Racing | 1:47.228          | 44                |
| Sakhir   | 28 de marzo | Tarde  | Richard Verschoor | MP Motorsport         | 1:43.273          | 25                |

### Temporada
| Ronda | Ronda | Ronda             | Pole Position      | Vuelta rápida      | Piloto ganador     | Escudería ganadora | Resultados |
| ----- | ----- | ----------------- | ------------------ | ------------------ | ------------------ | ------------------ | ---------- |
| 1     | C     | Melbourne         |                    | Gabriele Minì      | Joshua Dürksen     | AIX Racing         | Resultados |
| 1     | L     | Melbourne         | Victor Martins     | Cancelada          | Cancelada          | Cancelada          | Resultados |
| 2     | C     | Sakhir            |                    | Oliver Goethe      | Pepe Martí         | Campos Racing      | Resultados |
| 2     | L     | Sakhir            | Leonardo Fornaroli | Luke Browning      | Alex Dunne         | Rodin Motorsport   | Resultados |
| 3     | C     | Yeda              |                    | Richard Verschoor  | Arvid Lindblad     | Campos Racing      | Resultados |
| 3     | L     | Yeda              | Jak Crawford       | Richard Verschoor  | Richard Verschoor  | MP Motorsport      | Resultados |
| 4     | C     | Imola             |                    | Luke Browning      | Jak Crawford       | DAMS Lucas Oil     | Resultados |
| 4     | L     | Imola             | Dino Beganovic     | Arvid Lindblad     | Alex Dunne         | Rodin Motorsport   | Resultados |
| 5     | C     | Montecarlo        |                    | Alex Dunne         | Kush Maini         | DAMS Lucas Oil     | Resultados |
| 5     | L     | Montecarlo        | Alex Dunne         | Dino Beganovic     | Jak Crawford       | DAMS Lucas Oil     | Resultados |
| 6     | C     | Barcelona         |                    | Alex Dunne         | Richard Verschoor  | MP Motorsport      | Resultados |
| 6     | L     | Barcelona         | Arvid Lindblad     | Alex Dunne         | Arvid Lindblad     | Campos Racing      | Resultados |
| 7     | C     | Spielberg         |                    | Roman Staněk       | Pepe Martí         | Campos Racing      | Resultados |
| 7     | L     | Spielberg         | Leonardo Fornaroli | Sebastián Montoya  | Richard Verschoor  | MP Motorsport      | Resultados |
| 8     | C     | Silverstone       |                    | Sebastián Montoya  | Leonardo Fornaroli | Invicta Racing     | Resultados |
| 8     | L     | Silverstone       | Victor Martins     | Arvid Lindblad     | Jak Crawford       | DAMS Lucas Oil     | Resultados |
| 9     | C     | Spa-Francorchamps |                    | Leonardo Fornaroli | Leonardo Fornaroli | Invicta Racing     | Resultados |
| 9     | L     | Spa-Francorchamps | Alex Dunne         | Dino Beganovic     | Roman Staněk       | Invicta Racing     | Resultados |
| 10    | C     | Budapest          |                    | Pepe Martí         | Pepe Martí         | Campos Racing      | Resultados |
| 10    | L     | Budapest          | Roman Staněk       | Dino Beganovic     | Leonardo Fornaroli | Invicta Racing     | Resultados |
| 11    | C     | Monza             |                    |                    |                    |                    | Resultados |
| 11    | L     | Monza             |                    |                    |                    |                    | Resultados |
| 12    | C     | Bakú              |                    |                    |                    |                    | Resultados |
| 12    | L     | Bakú              |                    |                    |                    |                    | Resultados |
| 13    | C     | Lusail            |                    |                    |                    |                    | Resultados |
| 13    | L     | Lusail            |                    |                    |                    |                    | Resultados |
| 14    | C     | Yas Marina        |                    |                    |                    |                    | Resultados |
| 14    | L     | Yas Marina        |                    |                    |                    |                    | Resultados |

## Clasificaciones

### Sistema de puntuación
Puntos de carrera corta
| Posición | 1.º | 2.º | 3.º | 4.º | 5.º | 6.º | 7.º | 8.º | VR |
| Puntos   | 10  | 8   | 6   | 5   | 4   | 3   | 2   | 1   | 1  |

Puntos de carrera larga
| Posición | 1.º | 2.º | 3.º | 4.º | 5.º | 6.º | 7.º | 8.º | 9.º | 10.º | Pole | VR |
| Puntos   | 25  | 18  | 15  | 12  | 10  | 8   | 6   | 4   | 2   | 1    | 2    | 1  |

### Campeonato de Pilotos
| Pos. | Piloto             | MEL | MEL | SAK | SAK | YED | YED | IMO | IMO | MON | MON | BAR | BAR | SPI | SPI | SIL | SIL | SPA | SPA | BUD | BUD | MNZ | MNZ | BAK | BAK | LUS | LUS | YMC | YMC | Puntos |
| ---- | ------------------ | --- | --- | --- | --- | --- | --- | --- | --- | --- | --- | --- | --- | --- | --- | --- | --- | --- | --- | --- | --- | --- | --- | --- | --- | --- | --- | --- | --- | ------ |
| 1    | Leonardo Fornaroli | 2   | C   | 8   | 3   | 7   | 4   | 7   | 5   | 7   | 2   | 7   | 21† | 16† | 2   | 1   | 6   | 1   | 5   | 5   |     |     |     |     |     |     |     |     |     | 129    |
| 3    | Jak Crawford       | Ret | C   | 12  | 16  | Ret | 2   | 1   | 6   | 4   | 1   | 4   | 4   | DNS | 3   | 6   | 1   | 10  | 17  | 3   |     |     |     |     |     |     |     |     |     | 122    |
| 2    | Richard Verschoor  | 4   | C   | 2   | 6   | 4   | 1   | 22† | 9   | 5   | Ret | 1   | 3   | 4   | 1   | 7   | 7   | Ret | 18  | 6   |     |     |     |     |     |     |     |     |     | 125    |
| 5    | Luke Browning      | 3   | C   | 10  | 2   | 9   | 6   | 3   | 2   | 3   | 4   | 6   | 20  | Ret | 5   | 12  | 3   | Ret | 3   | 12  |     |     |     |     |     |     |     |     |     | 113    |
| 4    | Alex Dunne         | 9   | C   | 19  | 1   | 3   | 8   | 5   | 1   | 9   | Ret | 2   | 5   | 6   | DSQ | Ret | 2   | 7   | 9   | 2   |     |     |     |     |     |     |     |     |     | 122    |
| 6    | Pepe Martí         | 8   | C   | 1   | 4   | 2   | 5   | 16  | 14  | Ret | Ret | 14  | 6   | 1   | 6   | 10  | 9   | 5   | 4   | 1   |     |     |     |     |     |     |     |     |     | 96     |
| 7    | Arvid Lindblad     | 10  | C   | 5   | 8   | 1   | 7   | 2   | 4   | 8   | 5   | 8   | 1   | Ret | 12  | 9   | 8   | 17  | DSQ | 10  |     |     |     |     |     |     |     |     |     | 84     |
| 10   | Roman Staněk       | 5   | C   | 15  | 17  | 5   | 12  | 8   | 17  | 11  | 7   | 17  | 11  | 3   | 8   | 3   | Ret | 6   | 1   | 13  | P   |     |     |     |     |     |     |     |     | 59     |
| 8    | Sebastián Montoya  | 6   | C   | Ret | 19  | 13  | Ret | 9   | 8   | 6   | 3   | 11  | 2   | 5   | 4   | 2   | 5   | 15  | 21† | Ret |     |     |     |     |     |     |     |     |     | 72     |
| 9    | Victor Martins     | Ret | C   | 14  | 5   | 8   | 3   | 4   | 12  | 17  | Ret | 5   | 8   | 7   | 7   | 8   | 19† | 2   | 8   | 4   |     |     |     |     |     |     |     |     |     | 69     |
| 11   | Dino Beganovic     | 14  | C   | 3   | 7   | 15  | 13  | 12  | 3   | 15  | Ret | 15  | 15  | Ret | 9   | 18  | 4   | 16  | 7   | 8   |     |     |     |     |     |     |     |     |     | 51     |
| 12   | Gabriele Minì      | 7   | C   | 7   | 9   | 6   | 9   | 15  | 18  | 2   | Ret | Ret | 10  | 14† | Ret | 14  | Ret | 3   | 6   | 14  |     |     |     |     |     |     |     |     |     | 35     |
| 13   | Kush Maini         | 16  | C   | 16  | 18  | 10  | 10  | 13  | 21  | 1   | 6   | 16  | 7   | 17  | 16  | 4   | 16  | NC  | 20  | 9   |     |     |     |     |     |     |     |     |     | 26     |
| 14   | Ritomo Miyata      | 12  | C   | 9   | 14  | 19  | 16  | 6   | 16  | 10  | Ret | 13  | 9   | 8   | Ret | 20  | 15  | 8   | 2   | 15  |     |     |     |     |     |     |     |     |     | 25     |
| 15   | Joshua Dürksen     | 1   | C   | DSQ | 10  | 12  | 11  | 11  | 13  | Ret | Ret | NC  | 17  | 2   | 13  | 5   | 20† | 11  | 11  | 11  |     |     |     |     |     |     |     |     |     | 23     |
| 16   | Oliver Goethe      | 11  | C   | 4   | 11  | 11  | 14  | 10  | 7   | 12  | 10  | 18  | 16  | 11  | 17† | 11  | 11  | 4   | 13  | 7   |     |     |     |     |     |     |     |     |     | 19     |
| 17   | Rafael Villagómez  | 13  | C   | 6   | 12  | 17  | 17  | 14  | Ret | 18  | 9   | 3   | Ret | 9   | 11  | 16  | 10  | 12  | 14  | 18  |     |     |     |     |     |     |     |     |     | 11     |
| 18   | Amaury Cordeel     | 15  | C   | 11  | 13  | 14  | 15  | 20  | 15  | 14  | 8   | 10  | 13  | 13† | Ret | 19  | 17  | Ret | 10  | 16  |     |     |     |     |     |     |     |     |     | 3      |
| 19   | Sami Meguetounif   | Ret | C   | 13  | 15  | 16  | Ret | 21  | 10  | 16  | 12  | 9   | 12  | Ret | 10  | 13  | 18  | 18† | 15  | 17  |     |     |     |     |     |     |     |     |     | 2      |
| 20   | John Bennett       | 18  | C   | 17  | 20  | 20  | 20  | 19  | 20  | Ret | 11  | Ret | 18  | 15† | 14  | 15  | 12  | 9   | 12  | 20  |     |     |     |     |     |     |     |     |     | 0      |
| 21   | Max Esterson       | Ret | C   | Ret | 21  | 18  | 18  | 17  | 19  | 13  | Ret | 19  | 14  | 10  | 15  | 21  | 13  | 14  | 16  | 19  |     |     |     |     |     |     |     |     |     | 0      |
| 22   | Cian Shields       | 17  | C   | 18  | 22  | Ret | 19  | 18  | 11  | Ret | 13  | 12  | 19  | 12  | Ret | 17  | 14  | 13  | 19  | 21  |     |     |     |     |     |     |     |     |     | 0      |
| Pos. | Piloto             | MEL | MEL | SAK | SAK | YED | YED | IMO | IMO | MON | MON | BAR | BAR | SPI | SPI | SIL | SIL | SPA | SPA | BUD | BUD | MNZ | MNZ | BAK | BAK | LUS | LUS | YMC | YMC | Puntos |

| Color     | Resultado              |
| --------- | ---------------------- |
| Oro       | Ganador                |
| Plata     | 2.ª plaza              |
| Bronce    | 3.ª plaza              |
| Verde     | Finalizó en los puntos |
| Azul      | Finalizó sin puntos    |
| Azul      | NC - No clasificado    |
| Violeta   | Ret - No terminó       |
| Rojo      | DNQ - No se clasificó  |
| Negro     | DSQ - Descalificado    |
| Blanco    | DNS - No empezó        |
| Blanco    | WD - Retirado          |
| Blanco    | C - Carrera cancelada  |
| Sin color | DNP - No participó     |
| Sin color | INJ - Lesionado        |
| Sin color | EX - Excluido          |

| Estado  | Resultado |
| ------- | --- |
| Negrita | Pole position |
| Cursiva | Vuelta rápida puntuable, el piloto cumplió los requisitos para ser bonificado con uno o más puntos por lograr la vuelta rápida |
| †       | Abandona, pero clasifica al completar el porcentaje requerido para ello                                                        |

### Campeonato de Escuderías
| Pos. | Escudería             | N.º | MEL | MEL | SAK | SAK | YED | YED | IMO | IMO | MON | MON | BAR | BAR | SPI | SPI | SIL | SIL | SPA | SPA | BUD | BUD | MNZ | MNZ | BAK | BAK | LUS | LUS | YMC | YMC | Puntos |
| ---- | --------------------- | --- | --- | --- | --- | --- | --- | --- | --- | --- | --- | --- | --- | --- | --- | --- | --- | --- | --- | --- | --- | --- | --- | --- | --- | --- | --- | --- | --- | --- | ------ |
| 1    | Invicta Racing        | 1   | 2   | C   | 8   | 3   | 7   | 4   | 7   | 5   | 7   | 2   | 7   | 21† | 16† | 2   | 1   | 6   | 1   | 5   | 5   |     |     |     |     |     |     |     |     |     | 188    |
| 1    | Invicta Racing        | 2   | 5   | C   | 15  | 17  | 5   | 12  | 8   | 17  | 11  | 7   | 17  | 11  | 3   | 8   | 3   | Ret | 6   | 1   | 13  | P   |     |     |     |     |     |     |     |     | 188    |
| 2    | Campos Racing         | 3   | 8   | C   | 1   | 4   | 2   | 5   | 16  | 14  | Ret | Ret | 14  | 6   | 1   | 6   | 10  | 9   | 5   | 4   | 1   |     |     |     |     |     |     |     |     |     | 180    |
| 2    | Campos Racing         | 4   | 10  | C   | 5   | 8   | 1   | 7   | 2   | 4   | 8   | 5   | 8   | 1   | Ret | 12  | 9   | 8   | 17  | DSQ | 10  |     |     |     |     |     |     |     |     |     | 180    |
| 3    | Hitech TGR            | 7   | 3   | C   | 10  | 2   | 9   | 6   | 3   | 2   | 3   | 4   | 6   | 20  | Ret | 5   | 12  | 3   | Ret | 3   | 12  |     |     |     |     |     |     |     |     |     | 164    |
| 3    | Hitech TGR            | 8   | 14  | C   | 3   | 7   | 15  | 13  | 12  | 3   | 15  | Ret | 15  | 15  | Ret | 9   | 18  | 4   | 16  | 7   | 8   |     |     |     |     |     |     |     |     |     | 164    |
| 4    | DAMS Lucas Oil        | 11  | Ret | C   | 12  | 16  | Ret | 2   | 1   | 6   | 4   | 1   | 4   | 4   | DNS | 3   | 6   | 1   | 10  | 17  | 3   |     |     |     |     |     |     |     |     |     | 148    |
| 4    | DAMS Lucas Oil        | 12  | 16  | C   | 16  | 18  | 10  | 10  | 13  | 21  | 1   | 6   | 16  | 7   | 17  | 16  | 4   | 16  | NC  | 20  | 9   |     |     |     |     |     |     |     |     |     | 148    |
| 5    | MP Motorsport         | 5   | 11  | C   | 4   | 11  | 11  | 14  | 10  | 7   | 12  | 10  | 18  | 16  | 11  | 17† | 11  | 11  | 4   | 13  | 7   |     |     |     |     |     |     |     |     |     | 144    |
| 5    | MP Motorsport         | 6   | 4   | C   | 2   | 6   | 4   | 1   | 22† | 9   | 5   | Ret | 1   | 3   | 4   | 1   | 7   | 7   | Ret | 18  | 6   |     |     |     |     |     |     |     |     |     | 144    |
| 6    | Rodin Motorsport      | 16  | 15  | C   | 11  | 13  | 14  | 15  | 20  | 15  | 14  | 8   | 10  | 13  | 13† | Ret | 19  | 17  | Ret | 10  | 16  |     |     |     |     |     |     |     |     |     | 125    |
| 6    | Rodin Motorsport      | 17  | 9   | C   | 19  | 1   | 3   | 8   | 5   | 1   | 9   | Ret | 2   | 5   | 6   | DSQ | Ret | 2   | 7   | 9   | 2   |     |     |     |     |     |     |     |     |     | 125    |
| 7    | PREMA Racing          | 9   | 6   | C   | Ret | 19  | 13  | Ret | 9   | 8   | 6   | 3   | 11  | 2   | 5   | 4   | 2   | 5   | 15  | 21† | Ret |     |     |     |     |     |     |     |     |     | 107    |
| 7    | PREMA Racing          | 10  | 7   | C   | 7   | 9   | 6   | 9   | 15  | 18  | 2   | Ret | Ret | 10  | 14† | Ret | 14  | Ret | 3   | 6   | 14  |     |     |     |     |     |     |     |     |     | 107    |
| 8    | ART Grand Prix        | 14  | Ret | C   | 14  | 5   | 8   | 3   | 4   | 12  | 17  | Ret | 5   | 8   | 7   | 7   | 8   | 19† | 2   | 8   | 4   |     |     |     |     |     |     |     |     |     | 94     |
| 8    | ART Grand Prix        | 15  | 12  | C   | 9   | 14  | 19  | 16  | 6   | 16  | 10  | Ret | 13  | 9   | 8   | Ret | 20  | 15  | 8   | 2   | 15  |     |     |     |     |     |     |     |     |     | 94     |
| 9    | AIX Racing            | 20  | 1   | C   | DSQ | 10  | 12  | 11  | 11  | 13  | Ret | Ret | NC  | 17  | 2   | 13  | 5   | 20† | 11  | 11  | 11  |     |     |     |     |     |     |     |     |     | 23     |
| 9    | AIX Racing            | 21  | 17  | C   | 18  | 22  | Ret | 19  | 18  | 11  | Ret | 13  | 12  | 19  | 12  | Ret | 17  | 14  | 13  | 19  | 21  |     |     |     |     |     |     |     |     |     | 23     |
| 10   | Van Amersfoort Racing | 24  | 18  | C   | 17  | 20  | 20  | 20  | 19  | 20  | Ret | 11  | Ret | 18  | 15† | 14  | 15  | 12  | 9   | 12  | 20  |     |     |     |     |     |     |     |     |     | 11     |
| 10   | Van Amersfoort Racing | 25  | 13  | C   | 6   | 12  | 17  | 17  | 14  | Ret | 18  | 9   | 3   | Ret | 9   | 11  | 16  | 10  | 12  | 14  | 18  |     |     |     |     |     |     |     |     |     | 11     |
| 11   | Trident               | 22  | Ret | C   | 13  | 15  | 16  | Ret | 21  | 10  | 16  | 12  | 9   | 12  | Ret | 10  | 13  | 18  | 18† | 15  | 17  |     |     |     |     |     |     |     |     |     | 2      |
| 11   | Trident               | 23  | Ret | C   | Ret | 21  | 18  | 18  | 17  | 19  | 13  | Ret | 19  | 14  | 10  | 15  | 21  | 13  | 14  | 16  | 19  |     |     |     |     |     |     |     |     |     | 2      |
| Pos. | Escudería             | N.º | MEL | MEL | SAK | SAK | YED | YED | IMO | IMO | MON | MON | BAR | BAR | SPI | SPI | SIL | SIL | SPA | SPA | BUD | BUD | MNZ | MNZ | BAK | BAK | LUS | LUS | YMC | YMC | Puntos |

| Color     | Resultado              |
| --------- | ---------------------- |
| Oro       | Ganador                |
| Plata     | 2.ª plaza              |
| Bronce    | 3.ª plaza              |
| Verde     | Finalizó en los puntos |
| Azul      | Finalizó sin puntos    |
| Azul      | NC - No clasificado    |
| Violeta   | Ret - No terminó       |
| Rojo      | DNQ - No se clasificó  |
| Negro     | DSQ - Descalificado    |
| Blanco    | DNS - No empezó        |
| Blanco    | WD - Retirado          |
| Blanco    | C - Carrera cancelada  |
| Sin color | DNP - No participó     |
| Sin color | INJ - Lesionado        |
| Sin color | EX - Excluido          |

| Estado  | Resultado |
| ------- | --- |
| Negrita | Pole position |
| Cursiva | Vuelta rápida puntuable, el piloto cumplió los requisitos para ser bonificado con uno o más puntos por lograr la vuelta rápida |
| †       | Abandona, pero clasifica al completar el porcentaje requerido para ello                                                        |